# Ulrike Bahr

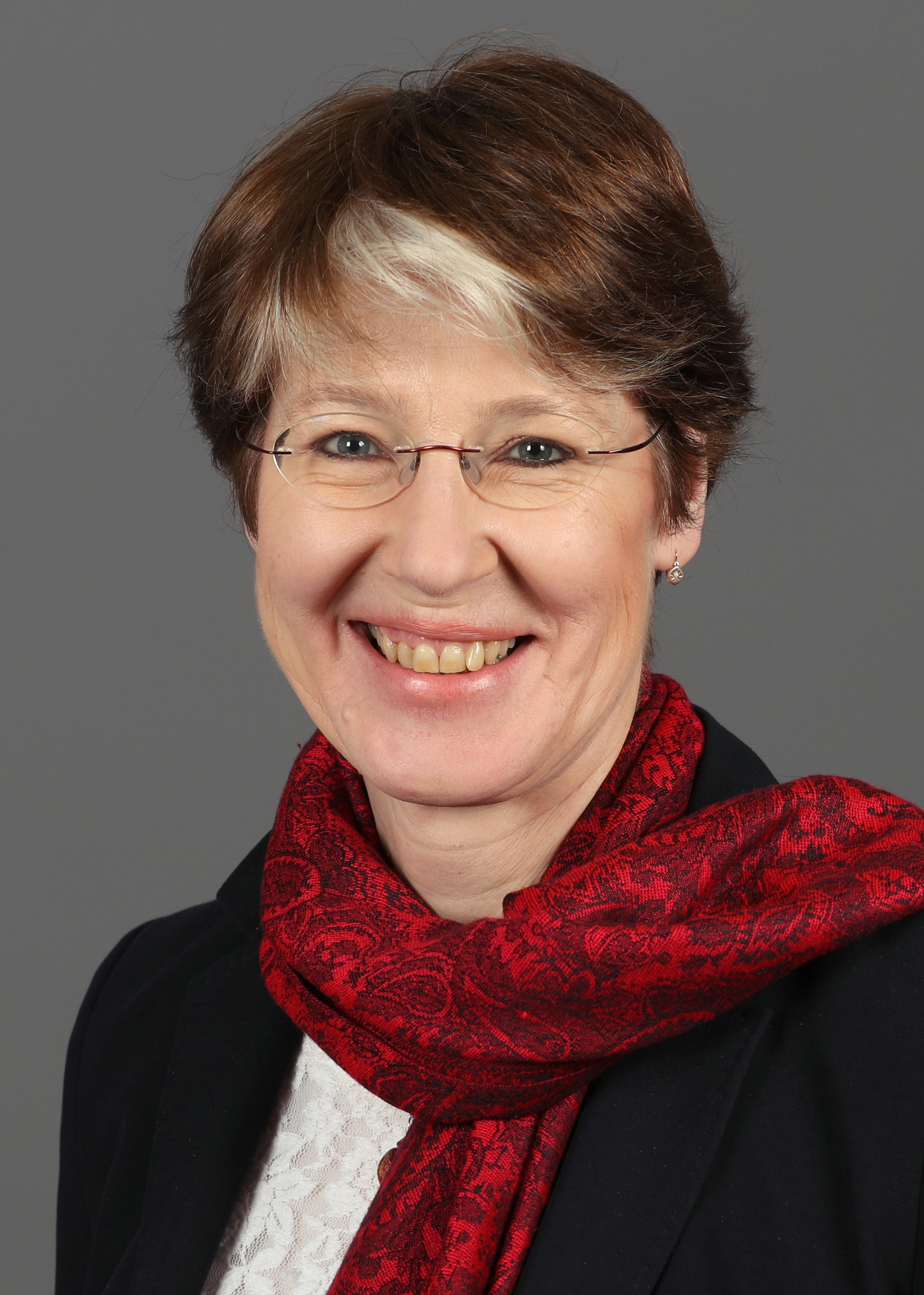
Ulrike Bahr

Ulrike Bahr (ur. 25 kwietnia 1964 w Nördlingen) – polityk niemiecka, od 2013 jest posłanką do Bundestagu z ramienia partii SPD. W przeszłości pracowała w zawodzie nauczyciela.